# 바비 야르
바비 야르(러시아어: Бабий Яр; 우크라이나어: Бабин Яр, Babyn Yar)는 소련 내 우크라이나 키예프의 협곡이자 나치 독일의 학살 장소이다. 1941년 9월 29일부터 9월 30일까지 한번에 유대인 33,771명이 학살당한 것으로 추정된다.

## 추가 자료
- A. Anatoli (Anatoly Kuznetsov), trans. David Floyd, (1970), Babi Yar: A Document in the Form of a Novel, Jonathan Cape Ltd. ISBN 0-671-45135-9
- "Babi Yar in the mirror of science, or the map of Bermuda Triangle", an article in Zerkalo Nedeli (the Mirror Weekly), July 2005, available online in Russian[깨진 링크(과거 내용 찾기)] and in Ukrainian
- Encyclopedia of Kiev

## 같이 보기
- 우크라이나 유대인
- 바르바로사 작전
- 우크라이네 국가판무관부